# 27792 Fridakahlo
27792 Fridakahlo è un asteroide della fascia principale. Scoperto nel 1993, presenta un'orbita caratterizzata da un semiasse maggiore pari a 3,0209130 UA e da un'eccentricità di 0,0991876, inclinata di 8,88976° rispetto all'eclittica.